# 阿尔楚尔
阿尔楚尔是塔吉克斯坦山地巴达赫尚自治州穆尔加布县的一个村公社（直辖）和村庄。 村公社 的人口为 2,422（2015 年）。这个村庄的名字意为“阿里的诅咒”，并且由于气候恶劣和穿透力强，据说是先知的女婿阿里在穿越该地区的旅程中所说的那里有风。

## 政府
截至 2017 年 9 月，该小区的领导人是马汉•阿塔巴耶夫 (Mahan Atabaev)，他是一名偷猎者，后来成为环保主义者。

## 生态
阿尔楚尔正在参与一项名为“鹰(Burgut)保护区”的以小区为基础的生态管理计划，试图扭转 大角野山羊、熊、马可波罗盘羊 和 猞猁 的数量减少趋势。

## 经济
该社区从商业狩猎中获得收入，并打算扩展到 生态旅游。

## 教育
阿尔楚尔有一所乡村学校。